# إعادة إحكام الدوران عند الولادة
تعادل أهمية الإحكام الفوري لجهاز الدوران أهمية بدء التنفس عند الولادة، حيث يتيح ذلك جريان دم كافٍ خلال الرئتين. كما أن الإحكامات الدورانية خلال الساعات القليلة الأولى من الحياة تحوّل كميات أكبر وأكبر من الدم خلال الكبد أيضاً.

## البنية التشريحية الخاصة لجهاز الدوران الجنيني
نظرًا إلى أن كل من الرئتين تكونا غير فعالتين بصورة رئيسية أثناء الحياة الجنينية، ولأن الكبد خلال الحياة الجنينية يكون فعال لدرجة جزئية فقط وليس بصورته الكاملة، لذلك لم يعد ضروريا لقلب الجنين أن يضخ دما كثيرا خلال الرئتين أو خلال الكبد.
ومن الناحية الأخرى، يجب على قلب الجنين أن يضخ كميات كبيرة من الدم خلال المشيمة. ولهذا تؤدي ترتيبات تشريحية خاصة في جهاز الدوران الجنيني إلى العمل بصورة تختلف كثيرا عن تلك التي للبالغين.
أولا: الدم الذي يعود من المشيمة خلال الوريد السري يمر خلال قناة وريدية قناة وريدية متجنبا الكبد. ومن ثم يوجه معظم الدم الذي يدخل الأذين الأيمن من الوريد الأجوف السفلي بطريق مستقيم عبر الناحية الخلفية للأذين الأيمن، ومن ثم خلال ثقبة بيضوية foramen ovale ثم إلى الأذين الأيسر مباشرة. وبهذا يدخل هذا الدم الجيد الأكسجة من المشيمة بصورة رئيسية إلى البطين الأيسر للقلب، بدلا من البطين الأيمن، ومن ثم يضخ بالبطين الأيسر بصورة رئيسية إلى الأوعية الدموية في الرأس والأطراف الأمامية.
ويوجه الدم الذي يدخل إلى الأذين الأيمن من الوريد الأجوف العلوي إلى الأسفل خلال صمام ثلاثي الشرفات ثم إلى البطين الأيمن. وهذا الدم يكون بصورة رئيسية منقوص الأكسجين من منطقة رأس الجنين، ويضخه البطين الأيمن إلى الشريان الرئوي، وبعد ذلك بصورة رئيسية إلى قناة شريانية مفتوحة ثم الشريان الأبهر النازل، وخلال الشريانين السريين إلى المشيمة حيث يؤكسد الدم منقوص الأكسجين.
وبدراسة النسب المئوية النسبية لمجموع الدم الذي يضخه القلب والذي يمر خلال مختلف الدورات الوعائية للجنين وجد أن:
- 55 % من كل الدم يمر خلال المشيمة.
- 45 % من الدم فقط يمر خلال كل أنسجة الجنين.
- أثناء الحياة الجنينة: يجري 12 % فقط من الدم خلال الرئتين.
- أما بعد الولادة مباشرة: يجري عمليا كل الدم خلال الرئتين، وهي زيادة عدة أضعاف تحصل عند الولادة.

## تغيرات الدوران الجنيني عند الولادة
عند بحث التغيرات الأساسية في جهاز الدوران الجنيني عند الولادة وعلاقته بالشذوذات الخلقية للقناة شريانية مفتوحة وللثقبة بيضوية التي تدوم طيلة الحياة في بعض الأشخاص؛ وهذه التغيرات هي باختصار كالتالي:

### التغيرات الأولية في المقاومة الوعائية الرئوية والمجموعية عند الولادة
إن التغييرات الأولية التي تحدث في الدوران عند الولادة هي:
- أولا: فقدان جريان الدم الغزير خلال المشيمة، الذي يضاعف تقريبا المقاومة الوعائية المجموعية عند الولادة. ومن الواضح أن ذلك يزيد الضغط في الشريان الأبهر، وكذلك الضغطين في البطين الأيسر والأذين الأيسر أيضا.
- ثانيا: تقل المقاومة الوعائية الرئوية كثيرا نتيجة لتوسع الرئتين.

إذ تكون الأوعية الدموية منضغطة بسبب صغر حجم الرئة الجنينية غير المتوسعة. ويزال الانضغاط عن هذه الأوعية الدموية فتتوسع وتقل المقاومة فيها مباشرة لعدة أضعاف. وفي الحياة الجنينية أيضا يسبب نقص تأكسج الرئتين تضيق الأوعية الدموية وتوترا شديدا في الأوعية الدموية الرئوية، ولكن يحدث توسع الأوعية عندما تقلل التهوية نقص تأكسج الرئتين. وتقلل كل هذه التغييرات المقاومة لجريان الدم خلال الرئتين بما يصل إلى خمسة أضعاف.
ومن الواضح أن ذلك يقلل من الضغط الشرياني الرئوي ومن ضغطي البطين الأيمن والأذين الأيمن أيضا.

### انغلاق الثقبة البيضوية
يسبب ضغط الأذين الأيمن القليل وضغط الأذين الأيسر العالي اللذان يحدثان بصورة ثانوية نتيجة للتغيرات في المقاومة الرئوية والمجموعية عند الولادة إلى محاولة الدم للجريان بالاتجاه المعاكس خلال ثقبة بيضوية، أي من الأذين الأيسر إلى الأذين الأيمن، بدلا من الجريان في الاتجاه المعاكس كما يحدث أثناء الحياة الجنينة. ونتيجة لذلك ينغلق الصمام الصغير الذي يقع على ثقبة بيضوية على الجهة اليسرى من الحاجز بين الأذينين، ويسد هذه الفتحة فتمنع أي جريان آخر خلالها. ويلتصق الصمام على ثقبة بيضوية في أكثر من ثلثي الأشخاص خلال بضعة أشهر إلى بضع سنين، ويكون انغلاقا كاملا. ولكن حتى إذا لم يتم الانغلاق الكامل يبقى ضغط الأذين الأيسر طيلة الحياة أعلى بحوالي 2 - 4 ملم زئبقي مما هو عليه في الأذين الأيمن ويبقى هذا الضغط الراجع الصمام مسدودا.

### انغلاق القناة الشريانية
تنغلق القناة الشرياينة المفتوحة أيضا ولكن لأسباب مختلفة مثل:
أولا: زيادة المقاومة المجموعية ترفع ضغط الدم في الشريان الأبهري؛ بينما يؤدي هبوط المقاومة الرئوية إلى هبوط ضغط الدم في الشريان الرئوي.
وكنتيجة لذلك، يبدأ الدم بعد الولادة في الجريان راجعا من الشريان الرئوي خلال قناة شريانية مفتوحة بدلا من الاتجاه المعاكس كما يحدث أثناء الحياة الجنينية. ولكن بعد بضع ساعات فقط يتضيق الجدار العضلي للقناة شريانية مفتوحة لدرجة كبيرة، ويصبح التضيق خلال 1 - 8 أيام كافيا لإيقاف كل جريان الدم خلاله. ويسمى ذلك الانغلاق الوظيفي functional closure للقناة شريانية مفتوحة. ومن ثم، وفي خلال 1 - 4 أشهر تصبح القناة الشريانية مغلقة تشريحيا بنمو نسيج ليفي إلى جوفها.
ويتعلق سبب انغلاق القناة بزيادة أكسجة الدم الذي يجري خلالها، فأثناء الحياة الجنينية يكون ضغط الأكسجين الجزئي (Po2) لدم القناة 15 - 20 ملم زئبقي، ولكنه يزداد إلى حوالي 100 ملم زئبقي خلال بضع ساعات بعد الولادة.
وبالإضافة لذلك فلقد أظهرت عدة تجارب بأن درجة انقباض العضلات الملساء في جدران قناة شريانية مفتوحة تتناسب لدرجة كبيرة مع توفر الأكسجين.
وفي واحد من بين عدة آلاف من الولدان لا تنغلق القناة الشريانية، مما يولد قناة شريانية مفتوحة قناة شريانية مفتوحة. وفي بعض الحالات على الأقل يمكن أن يكون الفشل في إغلاق التوسع الشديد للقناة ناتجا عن البروستاغلاندينات الموسعة للأوعية في جدران القناة الشريانية.
ويؤدي غالبا إعطاء دواء إندوميتاسين إلى إغلاق القناة الشريانية وذلك لأنه يحصر التأثير الموسع للبروستاغلاندينات.

### انغلاق القناة الوريدية
أثناء الحياة الجنينية يتصل الدم البابي من بطين الجنين بالدم القادم من الوريد السري. ويمر هذان الدمان سوية خلال قناة وريدية إلى الوريد الأجوف السفلي مباشرة. فيتجنبان الكبد بذلك، وبعد الولادة مباشرة يتوقف جريان الدم خلال الوريد السري، ولكن معظم الدم البابي يستمر بالجريان خلال القناة الوريدية، مع مرور كمية قليلة منه خلال أقنية الكبد. ولكن خلال 1 - 3 ساعات يتقلص الجدار العضلي للقناة الوريدية بشدة ويغلق هذا المجرى؛ ويرتفع نتيجة لذلك الضغط الوريدي البابي من الصفر زئبق تقريبا إلى 6 - 10 ملم زئبقي، وهذا كاف لضخ جريان الدم خلال الشبه جيبي الدموي للكبد. وبالرغم من أن القناة الوريدية لا تفشل في الانغلاق أبدا تقريبا لكننا مع الأسف لم يعرف حتى الآن السبب الذي يولد انغلاقها.